# Bakerius conspurcatus
Bakerius conspurcatus là một loài côn trùng cánh nửa trong họ Aleyrodidae, phân họ Aleurodicinae.
Bakerius conspurcatus được Enderlein miêu tả khoa học đầu tiên năm 1909.